# アチェ戦争
アチェ戦争(アチェせんそう、オランダ語:Atjehoorlog、アチェ語:Prang Acèh、インドネシア語: Perang Aceh)は、1873年から1904年にかけて、スマトラ島北部のアチェ王国（アチェ・ダルサラーム王国）とオランダ王国の間で行われた戦争。インドネシアではオランダ戦争、異教徒戦争とも呼ばれる。1873年初頭にアチェとアメリカの代表がシンガポールで会談したことを発端とし、アチェ最後のスルターンであるムハンマド・ダウド・シャーが1903年に降伏して翌1904年にアチェがオランダに併合されたことで戦争は終結したとみなされているが、その後も1914年まで大規模な抵抗が続き、散発的な反乱は第二次世界大戦期まで続いた。

## 背景
アチェ王国は16世紀以来オスマン帝国の保護国の地位にあり（オスマン帝国のアチェ遠征）、また1824年の英蘭条約で独立を保障されたことで、19世紀の半ばまでは確固とした独自の勢力を保っていた。1820年代には、アチェは全世界の胡椒の半分を供給しており、そこから得られる政治的・経済的な影響力を持って各地のラージャを支配していた。アラーウッディーン・イブラーヒーム・マンスール・シャーの時代（1838年 - 1870年）、イギリスやフランス、それにアメリカが東南アジアの胡椒をめぐる外交闘争を激化させつつあったのを受けて、アチェ王国はラージャたちへの統制を強化するとともに、その領域を東南方へ拡大していった。しかしスマトラ島南東部ではオランダが北西へ勢力を拡大しつつあり、両者の激突は避けられなくなった。
1869年にスエズ運河が開通し、ヨーロッパから東南アジアへの航路が短縮されたことで状況が変化した。イギリスは1871年にオランダと条約を結びなおし、オランダが東南アジアでの海賊取り締まりを担うことを条件にスマトラ島への領土主張を取り下げた。これにより、オランダはスマトラ島内で自由に拡張を進めることができるようになった。なおこの見返りとして、イギリスはアフリカ・ギニアのオランダ領黄金海岸を獲得し、またシアクにおけるオランダと同等の経済特権を守った。アチェは黒胡椒や石油などの天然資源が豊富で、これを望むオランダは現地の独立勢力の一掃をも目論むようになった。またイギリスだけでなくフランスも東南アジアへの野心を抱いており、オランダにとってスマトラ島統一は競争を勝ち抜くためにも必要であった。

## 経過

### 戦略
長期にわたった戦争の間に、オランダは何度も戦略を転換した。1873年の侵攻時には早期決戦を図ったが失敗した。その後は海上封鎖、懐柔策、要塞線の集中攻略、受動的な封じ込め作戦などさまざまな手段を用いたが、思うような結果が出なかった。対アチェ戦争に毎年1500万ギルダーから2000万ギルダーもの戦費をつぎ込みながら失敗を続けた植民地政府は破産寸前に追い込まれた。

### 第一次攻勢の失敗と各国の反応
1873年、シンガポールでアチェ王国とアメリカの現地駐在所の代表が、二国間条約締結に向けて会談した。これを1871年の英蘭条約違反とみなしたオランダは、この機会にアチェを軍事的に併合しようと画策した。1873年3月26日、ヨハン・ハーマン・ルドルフ・ケーラー少将率いるオランダ軍がアチェ領に侵攻し、首都のバンダアチェを砲撃するとともに、4月中に海岸線のほとんどを制圧した。アチェのスルターンの宮殿を破壊すれば全アチェがすみやかに併合できるだろうというのがオランダの意図であった。この危機に際してアラーウッディーン・マフムード・シャー2世はシンガポールに遣使し、イタリアとイギリスからの援助を取り付けた。またこうした事態に備え、アチェ軍は急速に近代化され、その規模も大幅に拡張されていた。なお、その規模については1万人から10万人まで諸説ある。アチェの軍事力を過小評価していたオランダ軍は各地で反撃にあい、ある戦闘で戦死した80人のオランダ兵の中にはケーラーも含まれていた。この敗北は、オランダ軍の士気と名声を大きく損なった。
陸軍の撤退を強いられたオランダは、今度はアチェの海上封鎖を開始した。マフムードは独立を守るために西洋列強やオスマン帝国の支援を受けようとしたが、うまくいかなかった。アメリカはアチェに同情的だったが、中立維持にとどまった。オスマン帝国も衰退著しく、さらに中東で相次ぐ反乱の鎮圧に忙殺されていたため、アチェ救援にはまったく無気力であった。イギリスはオランダとの関係を重視して介入要請を拒否し、フランスに至っては返答すらしなかった。

### 第二次攻勢

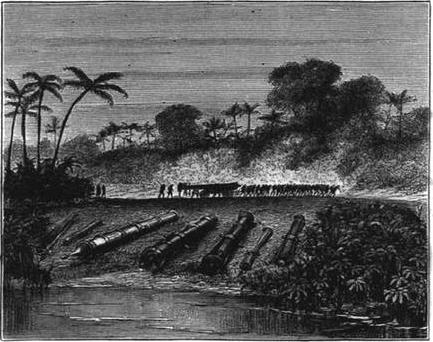
1874年のアチェ征服後、放棄されるオスマン・アチェの大砲。イラストレイテド・ロンドン・ニュースより

1873年11月、ヤン・ファン・スヴィーテン率いる1万3000人のオランダ軍が第二次攻勢を開始した。この戦争では、コレラにより両軍に数千人の戦病死者が出た。1874年1月までに、マフムードらはバンダアチェを放棄せざるを得なくなり、奥地へと撤退しつつ抵抗を続けた。アチェ王国の首都とダラム（スルターンの宮殿）を占領したオランダ軍は、これで戦争はオランダの勝利に終わったと信じ切っていた。オランダはアチェのスルターン制の廃止と、オランダ領東インドへの併合を宣言した。
1874年にマフムードはコレラで死去したが、アチェ人はその甥で幼少のトゥンク・ムハンマド・ダウドをムハンマド・ダウド・シャーとして擁立した。彼とその支持者は数十年にわたりゲリラ戦を展開し、アチェ側・オランダ側双方が多くの犠牲者を出した。1880年ごろ、まだバンダアチェ周辺しか支配が確立できていなかったオランダは再び方針転換して、すでに支配が確立している地域と海岸線の統治に注力するようになった。海上封鎖策も功を奏しはじめ、海岸地域のウレーバラン（領主）たちは次々とオランダの宗主権を認めさせられていった。しかし一方で、このウレーバランたちは封鎖が解けて収入が回復したのち、その資金でアチェの抵抗勢力を支援していた。
オランダ植民地政府は、アチェ併合のために数千人の戦死者を出し、莫大な戦費を費やした。1880年10月13日、植民地政府は戦争の終結を宣言し、文民政府を設置したが、それでも抵抗勢力との戦闘は事実上続いており、アチェ支配のための浪費が続く状況は変わらなかった。オランダはアチェ人の懐柔も試み、大モスク（現バイテゥラマン大モスク）を再建し、イスラム教徒との和解を演出した。

### 戦争の再開と「聖戦」
1883年、イギリス船Nisero号がアチェで座礁した。この地域は未だオランダの支配があまり及んでおらず、地元のスルターンはイギリスとオランダの双方に船員の身代金を要求した。イギリスの圧力を受けたオランダは、イギリス人救出のために対応せざるを得なくなった。まず地元のゲリラ指導者だったトゥク・ウマールに支援を求めたが断られ、逆にオランダ兵を殺害されたので、オランダはイギリスと合同してこの地域に侵攻した。結局スルターンは人質を解放し、代わりに莫大な身代金を受け取った。
オランダ戦争相アウグスト・ウィレム・フィリップ・ヴェイツェルはアチェ戦争の再開を宣言したが、以前と同様にオランダの戦果は限定的だった。軍事技術で劣るアチェ軍はゲリラ戦を展開し、罠や奇襲を駆使してオランダ軍を悩ませた。報復としてオランダ軍は陥れた村々を一掃し、多くの捕虜や一般人を殺害した。1884年、オランダ軍はバンダアチェ周辺の要塞線範囲内に撤退した。またオランダはアチェの首長たちの取り込みにも躍起になった。トゥク・ウマールは1883年に金、アヘン、武器などで買収され、大指揮官(panglima prang besar)の称号を与えられた。
トゥク・ウマールは自らを「英雄ヨハン」（Teuku Djohan Pahlawan）と名乗った。さらに彼は1894年1月1日に私軍創設のための支援まで受けた。しかし2年後の1896年、トゥク・ウマールはアチェ平定に使うはずだった新部隊でオランダ軍を襲い、膨大な物資と資金を奪って逃走した。これはオランダ史上「トゥク・ウマールの反逆」（Het verraad van Teukoe Oemar）として知られる大事件であった。1880年代半ばから、アチェ軍の指導権はトゥンク・チ・ディ・ティロらイスラム教の宗教指導者（ウラマー） が握るようになった。彼らは説教や文書で、対オランダ戦争は「聖戦」であると宣伝した。アチェの戦士たちは、自らは異教徒の侵略者と戦う殉教者であると捉えた。この時点でアチェ戦争は、西洋の帝国主義に抗う世界中のムスリム抵抗運動の象徴となった。
1892年から1893年にかけて、オランダが様々な対策を仕掛けてきたが、アチェは独立を保つことができた。植民地軍のヨハネス・ベネディクトゥス・ファン・ヒューツ少佐は、ライデン大学のイスラーム研究の大家クリスティアン・スヌック・フルフローニェの援けを得てアチェに関する数々の論説を著した。フルフローニェは数々のアチェの有力者と接触し、ハッジ巡礼者についての情報を得てオランダ政府に流す諜報活動に携わっていた。彼の活動は、長年にわたり秘されていた。彼はアチェ社会を分析して、スルターンの役割はそこまで大きくないと述べ、むしろ世襲の首長・領主であるウレーバランに注意を払うべきだと主張した。フルフローニェは、ウレーバランはオランダの傘下に入っても地方の統治者として信頼できるが、宗教指導者であるウラマーは信用も共闘もできないので滅ぼすべきであると主張した。フルフローニェは、分割統治の原理にのっとりアチェの貴族と宗教指導者の間の溝を深めさせるようオランダ政府に促していたり、友人でバタヴィアのアラブ人大ムフティーでもあるハビブ・ウスマーン・ビン・ヤフヤーに働きかけ、オランダ側に有利なファトワーを出させている。
また、1894年に宗務官（penghulu）のハサン・ムスタファが出したファトワも、オランダ側に有利に働いた。これは、ムスリムにオランダ植民地政府の統治を受け入れるよう諭すものであった。19世紀のインドのイスラーム思想家サイイド・アフマド・ハーンは、「ジハード（聖戦）」という言葉は明らかな宗教的抑圧への抵抗運動であるとして、アチェの対オランダ戦争についてジハードを取り下げることを提唱している。

### 抵抗の鎮圧

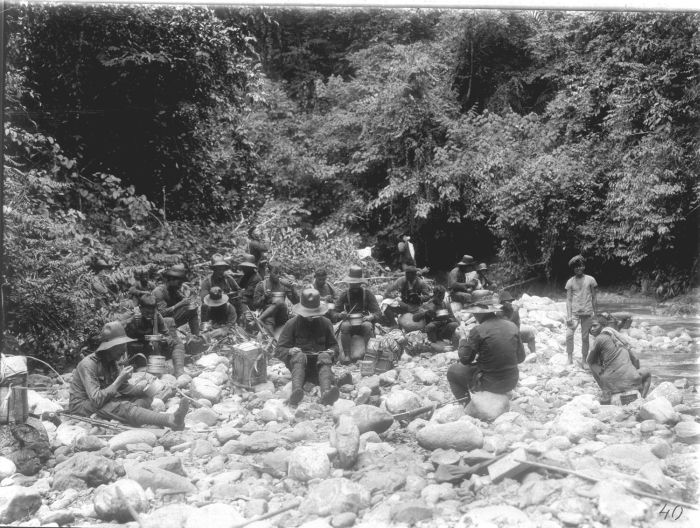
アチェ戦争中、パトロールの合間に休憩するオランダ兵（H. M. Neebの写真）

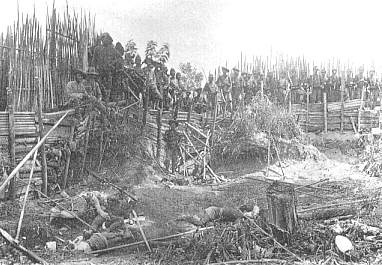
1904年6月14日、Koeto Reh村の砦が制圧された際の写真。多数の非戦闘員を含め数百人のアラス人が殺害された（H. M. Neebの写真）

1898年、ファン・ヒューツはアチェの長官に任じられ、後に首相となるヘンドリクス・コレイン中尉とともに、アチェのほぼ全域の征服を完了した 。彼らはフルフローニェの言に従って、協力的なウレーバランと手を組み、農村を拠点とする抵抗勢力を孤立させていった。そのうえでオランダ軍は、軽装備のオランダ植民地軍保安隊による焦土作戦という対反乱作戦へと方針転換した。ゴトフリート・コンラート・エルンスト・ファン・ダーレン大佐はいくつもの村を消滅させ、少なくとも2900人のアチェ人を殺害した。そのうち1150人ほどは女性や子供であった。この作戦におけるオランダ側の死者は26人だった。ファン・ヒューツやフルフローニェの非難にもかかわらず、ファン・ダーレンは昇進し、後に1905年から1908年にかけてアチェの長官となった。
1903年、ムハンマド・ダウド・シャーら多くのアチェ側の主要人物がオランダに降伏するか捕縛された。1904年までにアチェはほぼオランダの支配下に入り、植民地政府と連携する現地政府が置かれた。オランダ側は宗教的寛容を説き、アチェ人に武器と闘争を捨てるよう説得した。しかしながら、この時期に至ってもオランダ軍の残虐行為が散発的に発生していた。1904年には、ガヨアラス地方遠征中にKoeto Reh村で発生した虐殺事件の様子を映した写真が現存しており、オランダ軍による市民の大量虐殺がたびたび発生していたことを示している。戦争を通じて、アチェ側の死者は5万人から6万人、傷病者は100万人に上ったと推定されている。また従来のアチェ社会はほとんど崩壊し、1万人の難民が海を挟んだイギリス領マラヤに逃れた。

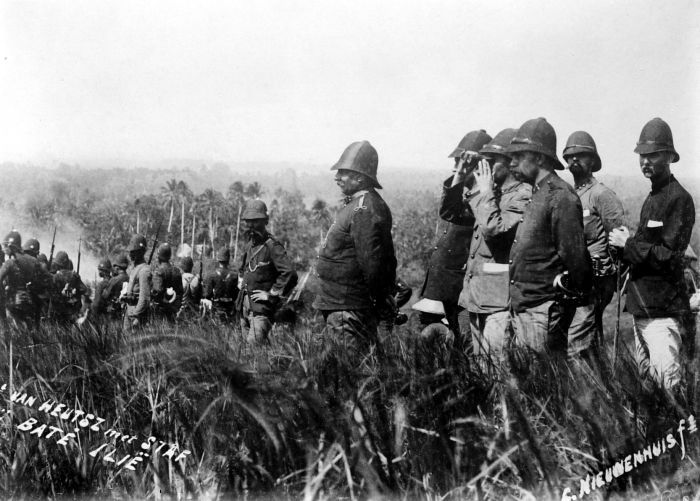
ファン・ヒューツ総督（中央）と部下たち。Christiaan Benjamin Nieuwenhuisの写真

オランダ本国では、ファン・ヒューツは「アチェの調停者」と呼ばれ英雄となった。彼は1904年に全オランダ領東インドの総督に昇進した。アムステルダムには彼の記念碑が残っているが、後に彼の時代の暴力的な治世とその遺産に抗議するため、彼の肖像と名前は取り除かれている。アチェの既得権層は、国際規範を受け入れない君主の抑圧から大衆を解放するという体をとることで、この大乱を経てもその特権を維持した。アチェ戦争の最終勝利に勢いづいたオランダは、1901年から1910年にかけて、バリ島、モルッカ諸島、ボルネオ島、スラウェシ島の独立勢力を次々と併呑していった。
ガヨを拠点として続いていた一大抵抗運動は、1914年までには鎮められた。とはいえ、アチェの奥地にある高地には十分な支配がいきわたらず、ウラマーを中心としたゲリラの反乱が1942年まで散発的に起きた。しかし勝利が見えない戦いの中で、ウラマーたちも次第に抵抗を諦めていった。

### 自殺攻撃
ムスリムのアチェ人は、侵略者に対して聖戦（ペラン・サビル）を行った。例としてアメリカ人ジョゼフ・ピーボディのフレンドシップ号事件（1830年）、オランダのスマトラ島西岸遠征（1831年）、アメリカの第一次・第二次スマトラ遠征（1832年、1838年）、そしてアチェ戦争が挙げられるが、この中でアチェ人は個人的なジハードの実践として度々自殺攻撃を行っている。彼らは、銃を持ったオランダ軍に対し剣を振り回しながら突撃したのである。オランダ人はこれをアチェ・モールト（直訳すると「アチェの殺人」の意、Atjèh-moord, Acehmord, Aceh mord, Aceh-mord) と呼んだ。インドネシアでは、オランダ語のアチェ・モールトを訳したAceh gilaという語がつかわれている。
アチェ人の文学作品ヒヤカット・ペラン・サビル（Hikayat Perang Sabil, w:ace:Hikayat Prang Sabi, w:id:Hikayat Prang Sabi, Hikayat perang sabi)が、オランダ人に対する自殺攻撃を正当化する根拠を与えた。ヒヤカット・ペラン・サビルの原文はジャウィ文字で執筆され、後にラテン文字に翻訳され、イブラーヒーム・アルフィアンによる注釈付きでジャカルタで出版された。ペラン・サビルはアチェの言葉でジハードや聖戦を意味し、この書物は各地でのウラマーの対オランダ抵抗運動を支援した。 アラビア語文献から聖戦士の行ける死後の楽園の概念や、オランダの行った残虐行為が詳説されていた。この書物はウラマーの秘密結社間に流布し、戦士たちには自殺攻撃で殉教者となる希望を与えた。またサイフ・ムハンマド・イサのSabil: Prahara di Bumi Rencongのようなフィクション作品もアチェの対オランダ戦争に関連している。Mualimbunsu Syam Muhammadは、インドネシアにおけるイスラームの聖戦について『ヌサンタラにおける聖戦の動機』（Motivasi perang sabil di Nusantara: kajian kitab Ramalan Joyoboyo, Dalailul-Khairat, dan Hikayat Perang Sabil）を著した。ヒヤカット・ペラン・サビルでは、子供や女性による対オランダ自殺攻撃も推奨していた。ヒヤカット・ペラン・サビルは19世紀マレー文学の一つと考えられている。1917年9月27日には、オランダに占領された地域の戦士の家の跡でオランダ警察がヒヤカット・ペラン・サビルを没収している。

## その後
アチェ戦争中、各地のウレーバランなどの貴族はオランダを支援し、植民地政府の間接統治の手足となった。大規模な戦争は終結したものの、日本が蘭印作戦でオランダ領東インドを占領する1942年までオランダに対する抵抗運動が散発した。 20世紀前半を通じてオランダ人市民は、ヒヤカット・ペラン・サビルなどに触発されたアチェの愛国者たちの自殺攻撃に脅かされ続けた。こうしたアチェ・モールトに対抗するため、オランダ政府は各地にかなりの数の治安部隊を設置し続けざるを得なかった。アチェは豊富な石油資源が眠る地であり、スタンダード・オイルやロイヤル・ダッチ・シェルといった石油会社が20世紀前半に進出して、油田や石油精製設備を置いた。
オランダに併合されたのち、1年に24日の道路工事を強いられる賦役制度に組み込まれたこともアチェ人の不満を蓄積する一因となった。1920年代半ばまでに、アチェ人は大規模なゲリラ戦を再開した。太平洋戦争で日本がアチェを占領した際、当初アチェのナショナリストたちは日本を解放者として歓迎したが、その期待が裏切られたことが分かるにつれて、ウラマーたちは抵抗運動を継続し始めた。
太平洋戦争でアチェに侵攻した日本軍に対しても、アチェ・モールト（自殺攻撃）が行われた。アチェのウラマーはオランダと日本の双方に対して抵抗し、1942年2月には前者に対して、11月には後者に対して反乱を起こしている。この時の反乱を率いた組織は、全アチェ宗教学者協会(PUSA)であった。日本軍は18人の死者を出したが、アチェ人も100人から120人が殺害された。バーユで発生した反乱はTjot Plieng村の宗教学校を中心に広がった。11月10日にBuloh Gampong Teungahで、13日にTjot Pliengでトンクゥ・アブドゥル・ジャリル率いるアチェ人が抜刀突撃をかけてきたのに対し、日本軍は迫撃砲と機関銃で応戦した。1945年5月にはアチェの反乱が再発している。
1945年8月に日本が降伏した後のインドネシア独立戦争中、かつてオランダと結託した貴族階級は報復対象として攻撃され、アチェはスカルノ率いる共和国軍の牙城となった。オランダは1947年から1948年にかけて警察行動と呼ばれる攻勢をかけたが、アチェには手出しができなかった。
1949年にオランダから主権の移譲を受け、インドネシアは独立を達成した。しかしジャカルタのジャワ人に偏重した新政府に不満を抱いたアチェ人は、今度は自治権を求めてインドネシア政府に対する闘争を始めた。北スマトラのバタック人キリスト教徒もジャワ第一主義に不満を持っていた。統一政府はアチェに経済的・政治的な恩恵を与えず、ムスリムが求めたシャーリアの導入にも失敗した。こうした不満を背景に、1953年にダウド・ブルエがアチェ・イスラム共和国を建設した。この組織自体はインドネシア軍によって鎮圧されたが、抵抗は1959年まで続き、アチェの自治権を勝ち取った。しかしその後も、アチェ人をはじめとするスマトラ人たちは、政府や軍の要職をジャワ人が独占していることに強い不満を示していた。1976年に成立した自由アチェ運動は30年近くに及ぶ武力闘争を展開したが、2004年のスマトラ島沖地震・津波により大きな被害を受け、2005年のヘルシンキ和平合意でインドネシア政府と和解した。
バンダアチェのアチェ津波博物館に隣接するカークホフ・ポーカット墓地には、アチェ戦争による2200人のオランダ軍の死者が埋葬されている。その中にはオランダ人兵士のほか、アンボンやマナド、ジャワ島出身の兵士、また数人の将軍も含まれている。この墓地は、オランダ国外のオランダ軍墓地としては最大規模である。